# Bajamaja

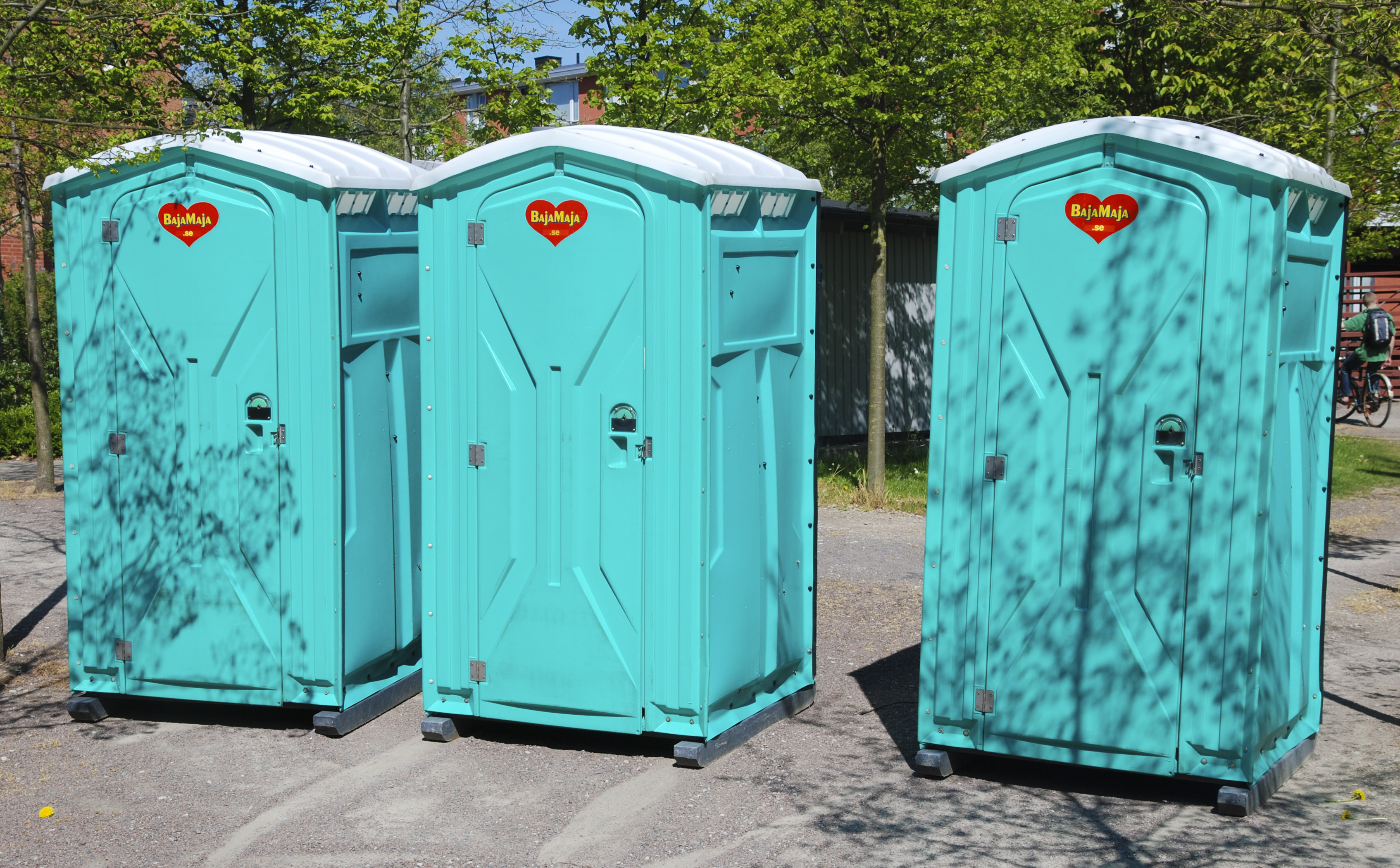
Tre Bajamajor.

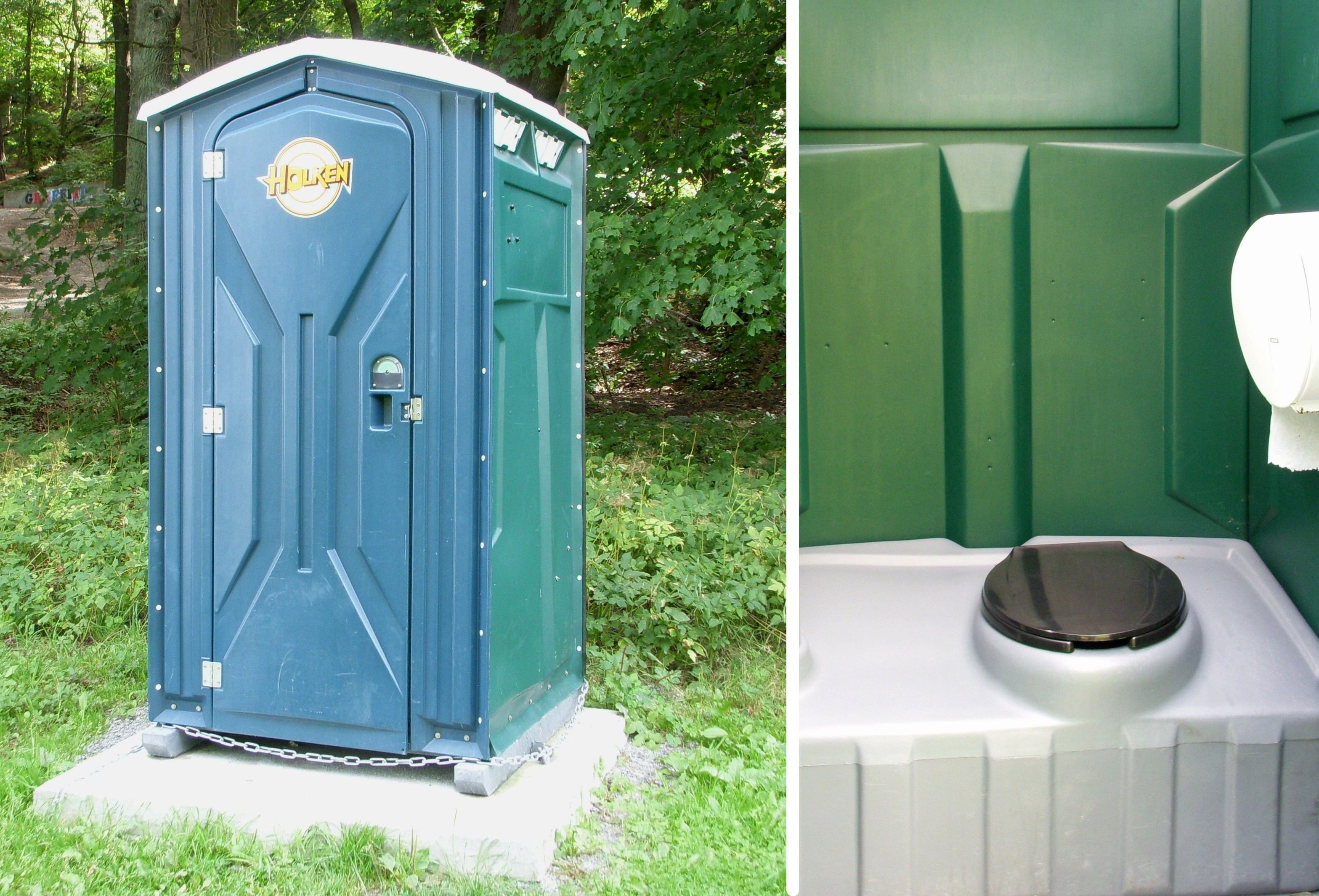
Holken exteriör och interiör.

Bajamaja AB är ett företag som främst tillhandahåller flyttbara utomhustoaletter, vilka ofta används vid till exempel byggarbetsplatser, badstränder, golfplatser eller stora evenemang.
Bajamaja har med tiden blivit en folklig benämning för portabla toaletter och finns med i Svenska Akademiens ordlista över svenska språket (bajamaja=flyttbar toalett).

## Företaget
Bajamaja AB registrerades år 2001 och ägs av Frederic Olsson. Bolaget är lokaliserat i Tomelilla. Till Bajamaja AB hör samarbetspartners Several AB och Sanifix AB. Den senare grundades år 1991 i samband med Vattenfestivalen i Stockholm och marknadsför Bajamajan samt den flyttbara toaletten Holken som båda har samma konstruktion. Sanifix finns i Kungsängen och grundades av bröderna Erik och Håkan Dahlström. Several AB registrerades år 1995 och har samma ägare som Bajamaja AB.
De tre företagen har delat upp den svenska marknaden för flyttbara toaletter under sig. Bajamaja AB har hand om bland annat Skåne, Småland och Blekinge, Sanifix AB är verksam i bland annat Stockholm, Sundsvall och Örebro medan Several AB sköter marknaden i bland annat Göteborg, Jönköping och Trollhättan.